# Обранџа
Обранџа (алб. Obrançë) је насељено место у општини Подујево, Косово и Метохија, Република Србија.

## Демографија
| Демографија | Демографија | Демографија |
| Година      | Становника  | Становника  |
| ----------- | ----------- | ----------- |
| 1948.       | 906         |             |
| 1953.       | 1.033       |             |
| 1961.       | 1.047       |             |
| 1971.       | 1.092       |             |
| 1981.       | 1.140       |             |
| 1991.       | 1.109       |             |